# برانديال
برانديال يتعلق بالوجبة. بوست برانديال (postprandial) يعني بعد تناول الوجبة، بينما يكون البري برانديال (preprandial) قبل الوجبة.

## استخدامات البوست برانديال

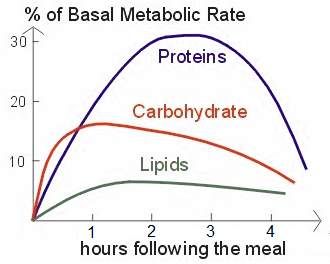
يزيد التوليد الحراري بعد الأكل من معدل الأيض بدرجات مختلفة اعتمادًا على مكونات الطعام.

يستخدم مصطلح ما بعد الأكل(postprandial) في العديد من السياقات.

## فن الطعام أو الاجتماعية
يشير إلى الأنشطة التي يتم القيام بها بعد تناول الوجبة، مثل شرب الكوكتيلات أو التدخين.

## طبي
الاستخدام الشائع هو ما يتعلق بمستويات السكر في الدم (أو جلوكوز الدم)، والتي يتم قياسها عادة بعد ساعتين من تناول الطعام وقبله في اختبار الجلوكوز بعد الأكل. وذلك لأن مستويات الجلوكوز في الدم ترتفع عادة بعد تناول الوجبة. توصي الجمعية الأمريكية لمرض السكري بمستوى الجلوكوز بعد الأكل أقل من 180 ملغم/ديسيلتر ومستوى الجلوكوز في البلازما قبل الأكل بين 70 و130 ملجم/ديسيلتر.
تشمل الاستخدامات الأخرى بعد الأكل ما يلي:
- الانخفاض بعد الأكل هو انخفاض طفيف في نسبة السكر في الدم بعد تناول وجبة كبيرة.
- ارتفاع السكر في الدم بعد الأكل (PPHG) هو ارتفاع نسبة السكر في الدم بعد تناول الوجبة. ويمكن تقييمه في اختبار الجلوكوز بعد الأكل.
- انخفاض ضغط الدم بعد الأكل هو انخفاض حاد في ضغط الدم يحدث بعد تناول وجبة الطعام.[5]
- يعد القلس بعد الأكل أحد الأعراض الفريدة لمتلازمة الاجترار.
- التوليد الحراري بعد الأكل هو إنتاج الحرارة بسبب عملية التمثيل الغذائي بعد تناول الوجبة، مما يؤدي إلى زيادة معدل التمثيل الغذائي بشكل مؤقت.
- عادة ما يشير انتفاخ البطن بعد الأكل إلى انتفاخ البطن بعد تناول وجبة، وخاصة الوجبة الكبيرة. وهي غير ضارة بشكل عام، ولكنها تميل إلى أن تكون غير مريحة. ومع ذلك، فإن حالات ظهوره المفاجئ أو مدته الطويلة يمكن أن تكون أعراضًا لبعض الحالات المعوية الضارة الشديدة مثل مرض القولون العصبي.
- يعد انتفاخ البطن بعد الأكل أيضًا أحد الآثار الجانبية الموثقة لبعض الأدوية.

## عمليات
في مرحلة ما بعد الأكل، يتم هضم الطعام في الجهاز الهضمي، يليه الامتصاص وعمليات التمثيل الغذائي المختلفة، وخاصة عمليات الابتنائية (بناء الجزيئات العضوية من وحدات أصغر). تتميز فترة ما بعد الأكل بزيادة نشاط الجهاز العصبي السمبتاوي، مما يضع الجسم في حالة من "الراحة والهضم".